# Матеј I Цариградски
Матеј I Цариградски (грч. Ματθαῖος; умро 10. августа 1410) био је васељенски патријарх Цариграда од 1397. до 1410. године, са кратким прекидом 1402–1403. године.
Матеј је ступио у манастир као петнаестогодишњак. Познато је да је био монах Харсијанитског манастира у Цариграду до 1380. године, када је рукоположен за ђакона, а на крају је постао његов игуман 1388. године. Матеј је био ученик Марка, игумана манастира Космидион у Цариграду, и цариградског патријарха Нила. Године 1387, током његове патријаршије, Матеј је изабран за епископа Кизика, али очигледно није био рукоположен. Истовремено је служио као местозаступник (proedros) Халкидонске митрополије до априла 1389. године.
Захваљујући подршци цара Манојла II Палеолога, постао је патријарх Цариграда у октобру 1397. године, али је убрзо наишао на противљење митрополита Макарија Анкирског, Матеја Медејског и Јована Холобола, који су успели да га свргну током Манојловог одсуства на Западу, у јесен 1402. године. По царевом повратку, Матеј је поново именован (14. јуна 1403. године) и обављао је ту функцију до своје смрти у августу 1410. године.